# Richard Berry
Richard Berry (Nueva Orleans, 11 de abril de 1935-Inglewood, 23 de enero de 1997) fue un cantante y compositor de rock and roll estadounidense.
Berry es más conocido como el compositor e intérprete original de la norma de rock "Louie Louie". La canción llegó a ser un éxito (y único) para The Kingsmen, convirtiéndose en una de las canciones más grabadas de todos los tiempos; Sin embargo, Berry recibió poco beneficio económico por componerla hasta la década de 1980, tras haber renunciado a sus derechos sobre la canción en 1959.

## Biografía
Su carrera se desarrolló en Los Ángeles. Comenzó en grupos vocales como Debonairs y Flairs, para continuar en solitario a partir de 1953.
Es más conocido como compositor y creador de uno de los temas más originales del rock estándar: "Louie Louie". La canción, que fue inspirada por los temas "El Loco Cha Cha" de René Touzet y "Havana Moon" de Chuck Berry, fue un gran éxito local en toda la costa oeste estadounidense en 1956. Años más tarde, la versión de este tema que realizaron The Kingsmen se convirtió en un éxito a nivel nacional.
La canción se ha grabado más de 1000 veces. Las casi ininteligibles (e inofensivas) letras de las versiones de The Kingsmen fueron malinterpretadas como obscenas por muchos, y la canción fue prohibida por las cadenas de radio e incluso investigada por la Federal Bureau of Investigation (Oficina Federal de Investigación).
Richard Berry es también conocido como la voz de Henry en "Roll with Me, Henry" de Etta James y como narrador en "Riot in Cell Block 9" de The Robins. 
En febrero de 1996, Berry realizó por última vez, el reencuentro con las bandas Pharaohs y Dreamers, en un concierto benéfico en Long Beach, California. Su salud empeoró poco después de esto, y él murió de paro cardíaco en 1997 a los 61 años. Sus restos se encuentran en el Cementerio Inglewood Park de Los Ángeles, California.

## Discografía parcial

### Álbumes
- Richard Berry & The Dreamers (1963) - Crown Records
- Wild Berry! (1969) - with the Soul Serchers {sic} - Pam Records

### Sencillos
Grabaciones donde Richard Berry aparece acreditado como artista principal
- I'm Still in Love With You / One Little Prayer (1953)
- The Big Break / What You Do To Me (1954) - Arthur Lee Maye & The Crowns backing
- Please Tell Me / Get Out Of The Car (1955) - Arthur Lee Maye & The Crowns backing
- Jelly Roll / Together(1955) - con The Dreamers
- Yama Yama Pretty Mama / Angel of my Life (1956)
- Rock Rock Rock / Louie Louie (1957) - con The Pharoahs
- The Mess Around (1958) - con The Lockettes
- Have Love, Will Travel (1959) - con The Pharoahs

Grabaciones donde Richard Berry aparece sin acreditar o como parte de un grupo
Con The Flairs
- I Had A Love / She Wants to Rock Me (1953)
- Rabbit on the Log / Down at Hayden's (1953) - under the name 'The Hunters'
- You Should Care For Me / Tell Me You Love Me (1953)
- Lonesome Desert / I Smell a Rat (1954) - released under the name Young Jessie
- Love Me Girl / Gettin' High (1954)
- Baby Wants / You Were Untrue (1954)
- This Is The Night For Love / Let's Make With Some Love (1954)

Con Arthur Lee Maye & The Crowns
- Set My Heart Free / I Wanna Love (1954)
- Love Me Always / Loop De Loop De Loop (1955)
- Please Don't Leave Me / Do The Bop (1955)
- Gloria / Oh Ruby Lee (1956)

Con The Robins
- Riot in Cell Block #9 (1953)

Con Jennell Brown (Ricky and Jennell)
- This Time It's Real / Each Step (1954) - The Flairs on backing vocals)

Con The Rams (Richard Berry, Arthur Lee Maye and Johnny Coleman
- Sweet Thing / Rock Bottom (1955)

Con Etta James
- The Wallflower (Roll with Me, Henry)(1955)[1]